# Страсти апостольские

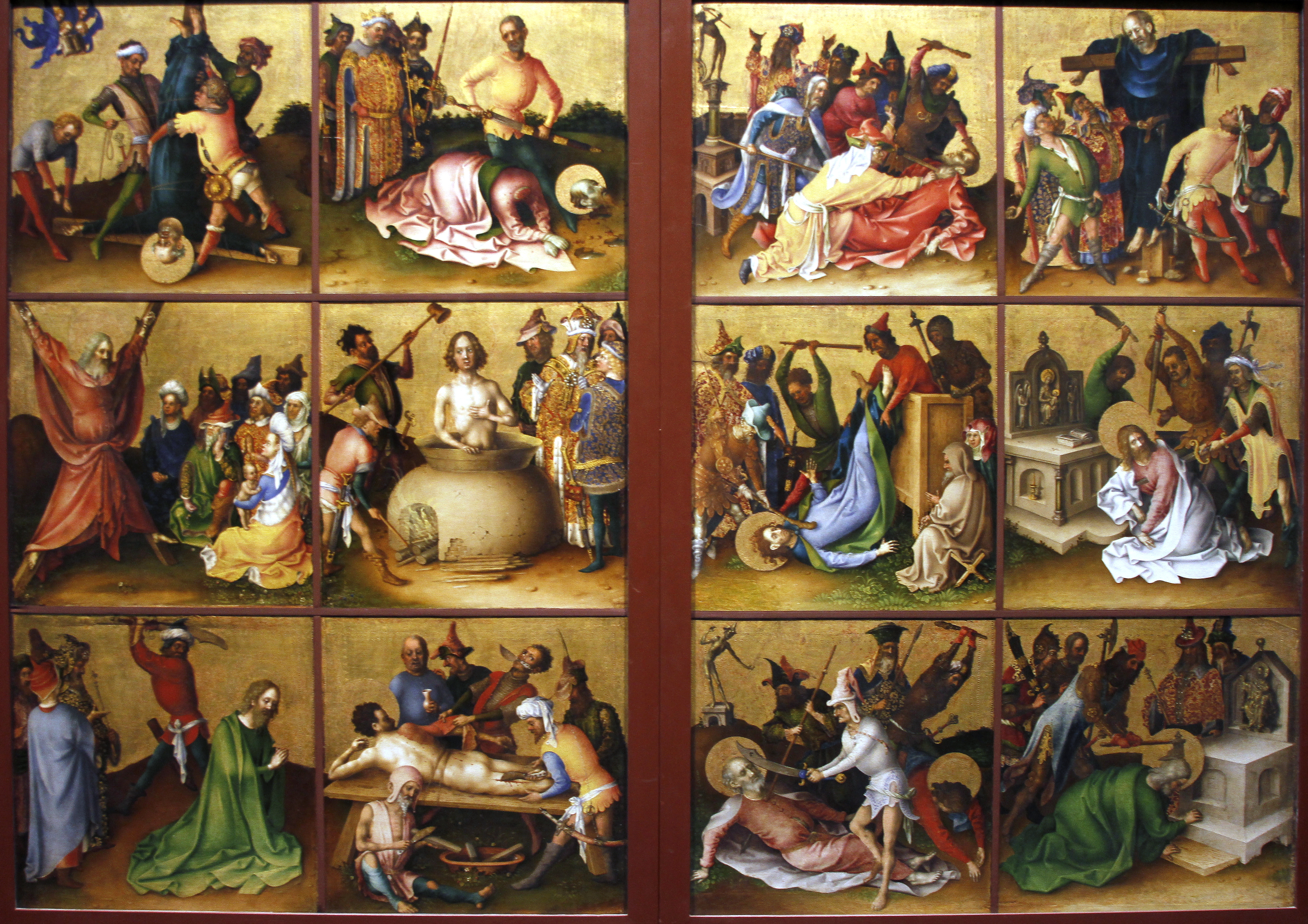
Стефан Лохнер. «Мученичество апостолов», 15 век.
1-й ряд: Петр, Павел, Фома, Филипп
2-й ряд: Андрей, Иоанн, Иаков Мл., Матфей
3-й ряд: Иаков Ст., Варфоломей, Симон, Иуда с Матфием

Страсти апостольские — мученическая кончина 12 апостолов. В православии — название иконы на этот сюжет.
Большинство сведений о кончине апостолов известно из житий и легенд. Единственный апостол, о кончине которого повествуется в Новом Завете — Иаков Зеведеев.

## Евангельское предсказание
В строках «Евангелия от Иоанна» (16:1-4), представляющих собою окончание второй утешительной речи, Христос предупреждает апостолов об ожидающих их преследованиях со стороны иудеев, а в следующих строках, объявляя снова о своем удалении к Отцу, Он обещает, что, в случае его удаления, к апостолам придет Утешитель, который и обличит враждующий против Христа и апостолов мир.

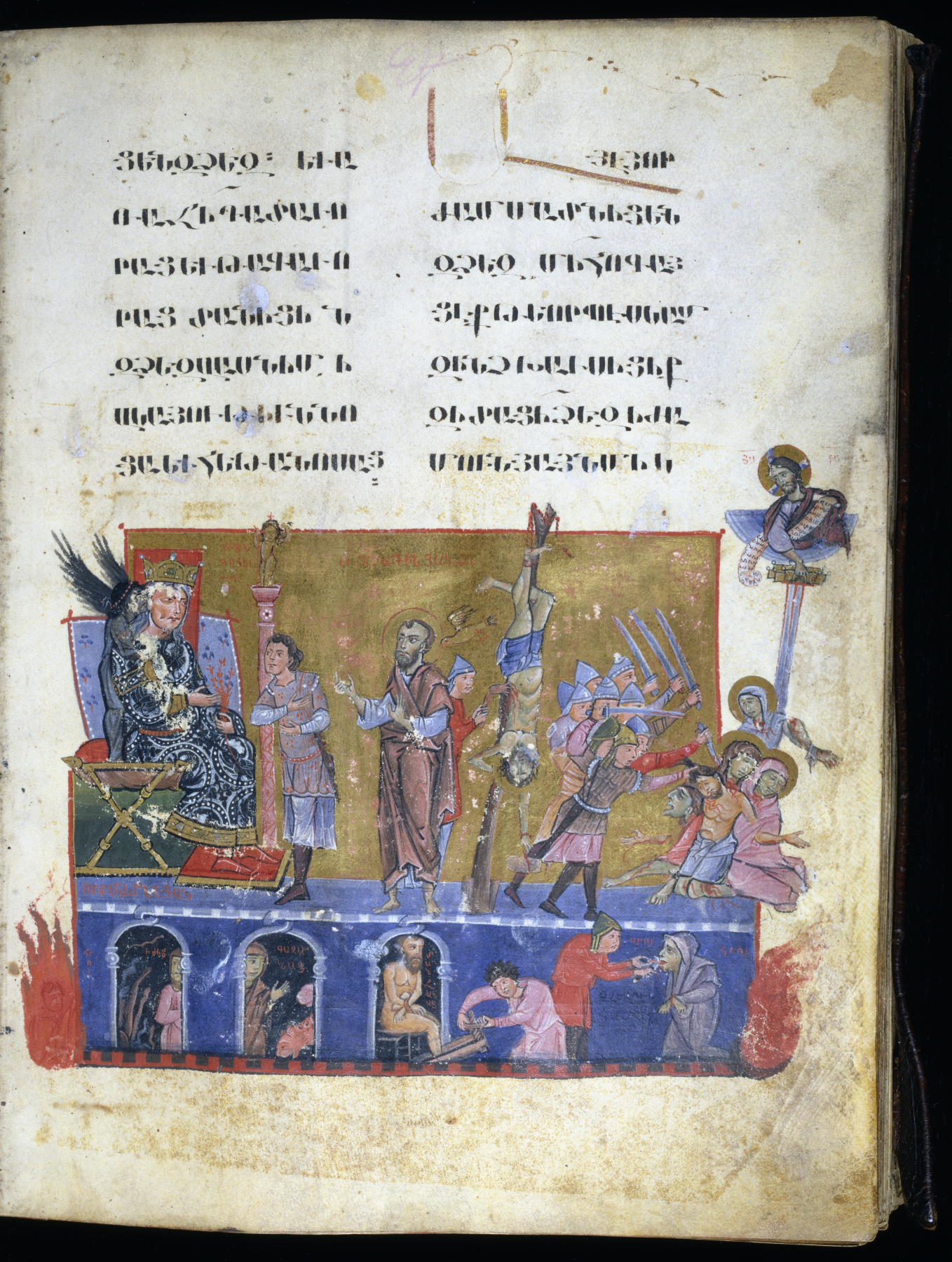
Христос предсказывает страдания апостолам. Торос Рослин. Армянская миниатюра 13 века

Сие сказал Я вам, чтобы вы не соблазнились.

Изгонят вас из синагог; даже наступает время, когда всякий, убивающий вас, будет думать, что он тем служит Богу.

Так будут поступать, потому что не познали ни Отца, ни Меня.

Но Я сказал вам сие для того, чтобы вы, когда придет то время вспомнили, что Я сказывал вам о том; не говорил же сего вам сначала, потому что был с вами.

Евангелист Матфей поместил аналогичные строки (предсказания ученикам об ожидающих их страданиях) в речь Христа, сказанную апостолам при отправлении их на проповедь (Мф 10:16-31), в более ранний хронологически фрагмент текста. Возможно, не потому, что Господь уже тогда ознакомил учеников с ожидающей их участью, а просто потому, что хотел в одном отделе соединить все наставления Христа ученикам, как проповедникам Евангелия.

Вот, Я посылаю вас, как овец среди волков: итак будьте мудры, как змии, и просты, как голуби.

Остерегайтесь же людей: ибо они будут отдавать вас в судилища и в синагогах своих будут бить вас,

и поведут вас к правителям и царям за Меня, для свидетельства перед ними и язычниками.

Когда же будут предавать вас, не заботьтесь, как или что сказать; ибо в тот час дано будет вам, что сказать,

ибо не вы будете говорить, но Дух Отца вашего будет говорить в вас.

Предаст же брат брата на смерть, и отец — сына; и восстанут дети на родителей, и умертвят их;

и будете ненавидимы всеми за имя Мое; претерпевший же до конца спасется.

Когда же будут гнать вас в одном городе, бегите в другой. Ибо истинно говорю вам: не успеете обойти городов Израилевых, как приидет Сын Человеческий.

## Смерть апостолов
| №   | Апостол                     | Смерть                                                                 | Илл. | Описание |
| --- | --------------------------- | ---------------------------------------------------------------------- | ---- | --- |
| 1.  | Андрей Первозванный         | распятие, около 70 года, Патры (Греция)                                |      | на косом Андреевском кресте |
| 2.  | Петр                        | распятие, около 67 года, Рим                                           |      | на перевёрнутом кресте вниз головой по собственному желанию, потому что считал себя недостойным умереть смертью Господа. Казни предшествовал эпизод «Камо грядеши».                         |
| 3.  | Иоанн Богослов (Евангелист) | от старости, ок. 100, о. Патмос                                        |      | Единственный из 12 апостолов, умерший ненасильственной смертью. Однако в цикле Страстей часто встречается изображение пытки Иоанна в котле с кипящим маслом, после которого он остался жив. |
| 4.  | Иаков Зеведеев              | убит мечом, 44 год, Иерусалим                                          |      | царь Ирод Агриппа I убил Иакова мечом. Источник: «Деяния Апостолов», 12:2. Единственный апостол, чья смерть описана на страницах Нового Завета.                                             |
| 5.  | Филипп                      | распятие, ок. 80, Иераполь                                             |      | |
| 6.  | Варфоломей                  | сначала распят, затем заживо содрана кожа, затем обезглавлен, Альбаны  |      | брат армянского царя Астиаг распял его вниз головой, но он продолжал свою проповедь, тогда его сняли с креста, сняли кожу, а затем обезглавили.                                             |
| 7.  | Матфей                      | после долгих мучений умер на костре, Мирмены, земля людоедов (Эфиопия) |      | вариант жития Димитрия Ростовского. Версии разнятся: по европейской — усечен мечом |
| 8.  | Фома                        | заколот копьем                                                         |      | |
| 9.  | Иаков Алфеев                | побит камнями                                                          |      | |
| 10. | Фаддей                      | распят, Эдесса, 72 год                                                 |      | |
| 11. | Симон Кананит               | заживо распилен пилой Черноморское побережье Кавказа                   |      | |
| 12. | Иуда Искариот               | повесился                                                              |      | Мф. 27:5 — «И, бросив сребреники в храме, он вышел, пошёл и удавился.» |
| 12. | Матфий                      | Побит камнями Иудея, 63 год                                            |      | вариант жития Димитрия Ростовского. Версии разнятся |
| —   | Павел                       | обезглавлен                                                            |      | не был подвергнут позорной казни распятием, будучи римским гражданином |

## Иконы

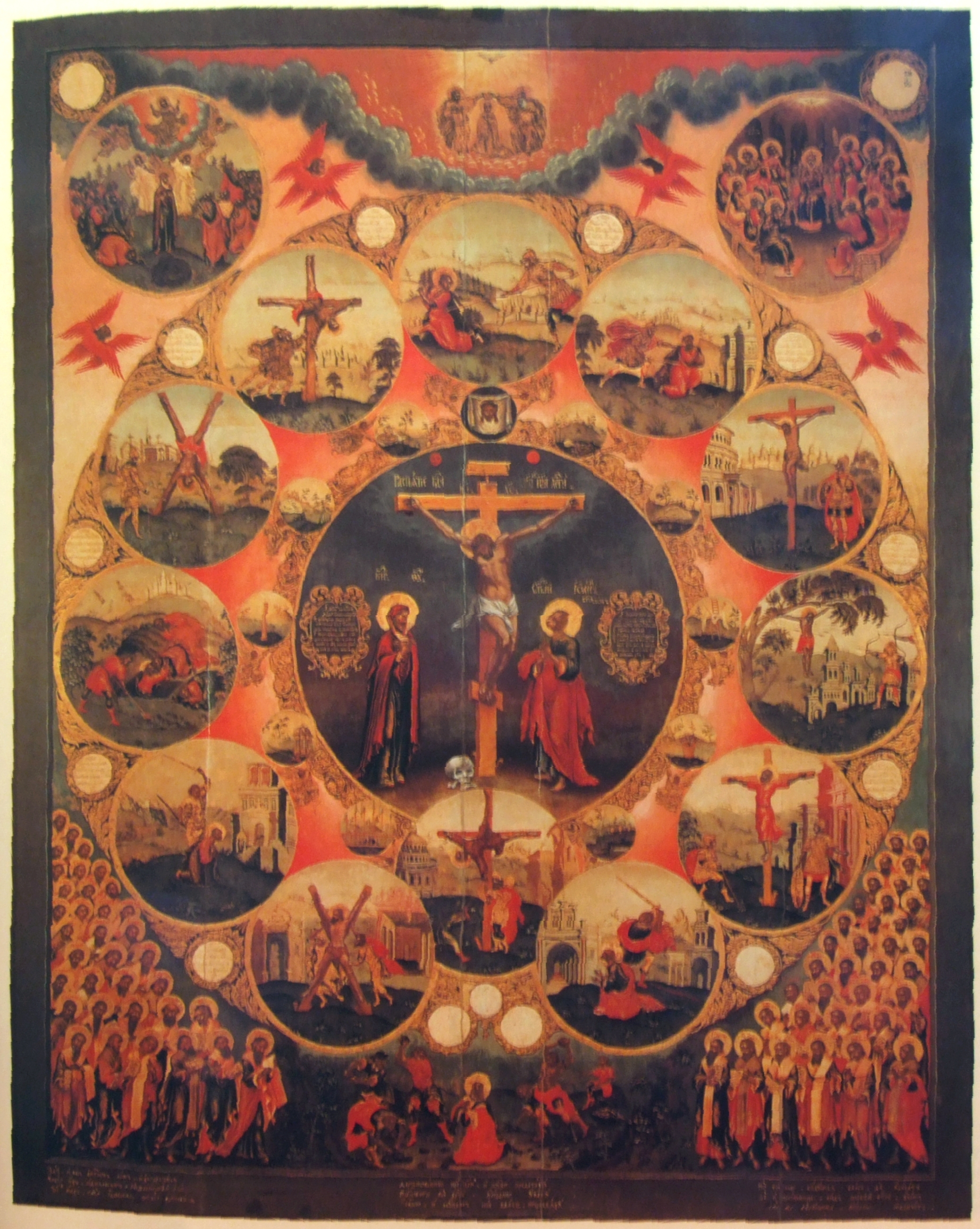
Федор Никитин Рожнов. «Распятие с апостольскими страстями». 1699 год. Церковь Двенадцати апостолов, Кремль

В православном иконостасе иконы страстей Христовых и страстей апостольских помещаются в самых верхних, «дополнительных», 6-м и 7-м рядах, возникших поздно, в XVII веке. Эти дополнительные ряды икон не включаются в богословскую программу классического четырёх-пятиярусного иконостаса. Они появились под влиянием украинского искусства, где данные сюжеты были очень распространены. «Из икон с апостольскими страстями иногда образовывали даже особый ряд в составе высокого иконостаса, как это было в Большом соборе Донского монастыря. Но чаще страдания всех апостолов изображали на одной иконе с очень сложной композицией. Такие иконы были распространены с конца XVII столетия. К XVIII веку относится икона из Великого Устюга, где от центральной фигуры Христа как бы отходят веером цветные лучи, завершающиеся сценами мучений каждого из апостолов».

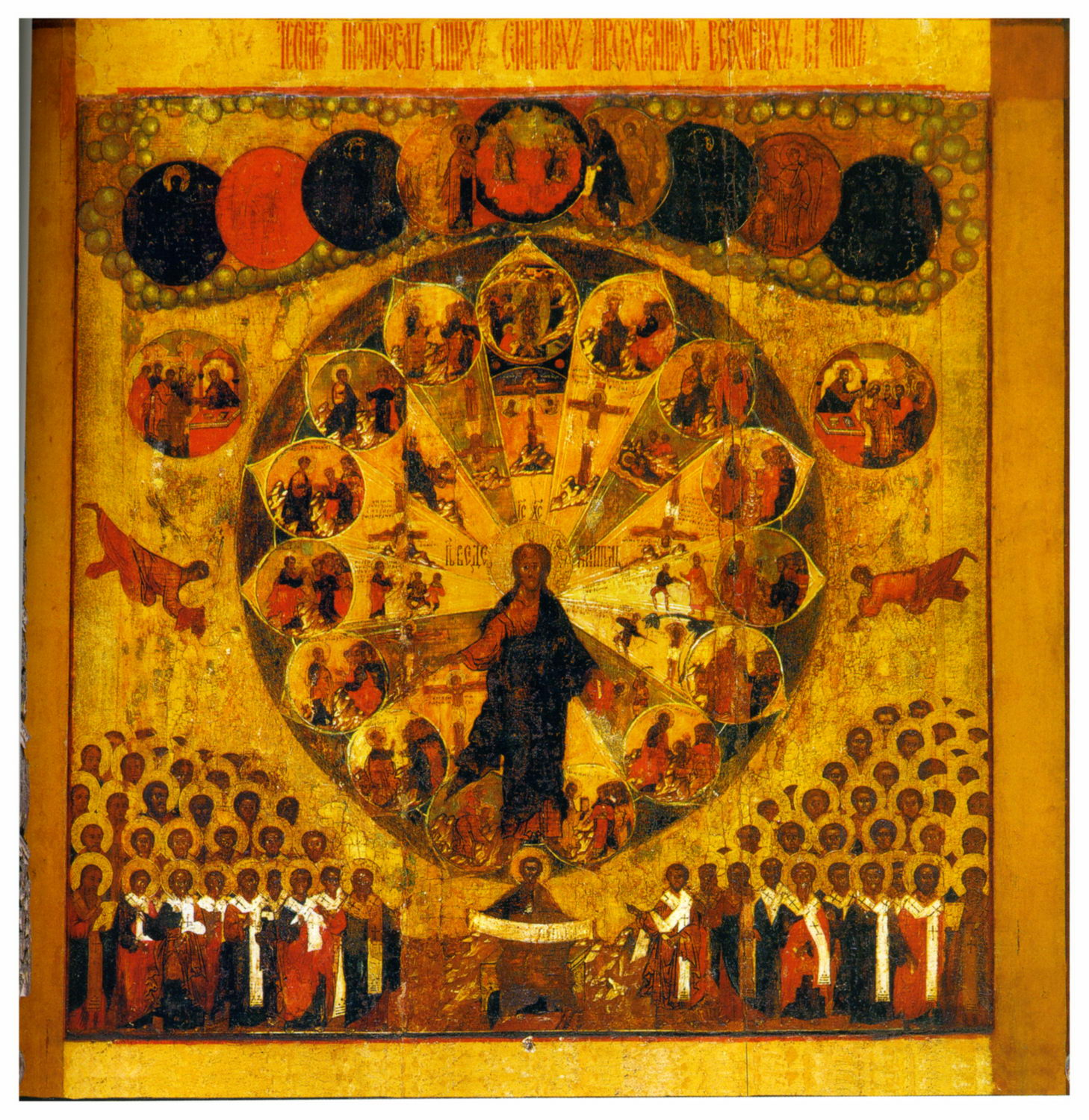
«Спас Вседержитель с апостольскими страстями», XVII век, Кострома

Распространен вариант «Распятие с апостольскими страстями», где центром композиции является кончина Иисуса Христа и просто «Спас Вседержитель с апостольскими страстями».
Также существует более усложненная «Апостольская проповедь» — сложная многофигурная иконографическая композиция, имеющая в центре ростовую фигуру Христа, окруженную в секторах круга сценами призвания, служения и кончины апостолов. Самым ранним известным памятником подобной иконографии является икона «Спас Вседержитель с апостольскими страстями» 17 века из Костромы. «Данная иконографическая схема появляется в русском искусстве, по-видимому, на рубеже XVI—XVII веков под балканским влиянием, прежде всего, в монументальной живописи (например, в Благовещенском соборе Сольвычегодска, в церкви Николы Мокрого в Ярославле — фреска северной галереи). С середины XVII века, в связи с церковными реформами патриарха Никона, актуализировавшими апостольскую тему в изобразительном искусстве, получает распространение в иконописи. Композиция строится двумя концентрическими кругами. Наружный круг составлен из тринадцати круглых клейм, в которых представлены апостольские проповеди. Внутренний круг составляют тринадцать секторов, где изображены апостольские страдания. В верхнем клейме и секторе представлены события, связанные с Христом».